# 亚历山大·弗拉基米罗维奇·罗戈日金
亚历山大·弗拉基米罗维奇·罗戈日金（俄语：Александр Владимирович Рогожкин，1949年10月3日—2021年10月23日），俄罗斯电影导演、编剧。生于列宁格勒（今圣彼得堡）。罗戈日金自1980年代开始导演生涯，擅长喜剧电影、战争电影。1990年摄制的电影《卫兵》曾为他赢得阿尔弗雷德·鲍尔奖，该片讲述一新任卫兵的故事，反映劳动营的野蛮和残暴。1995年的喜剧片《民族狩猎的特征》讲述一芬兰民族学家到俄罗斯乡间调查狩猎习俗的故事。2002年的《战场上的布谷鸟》则讲述一个芬兰士兵和苏联士兵的故事，充满浪漫情调，彰显了反战的主题。该片曾在莫斯科电影节上获最佳导演奖。

## 外部連結
- 亚历山大·弗拉基米罗维奇·罗戈日金在互联网电影资料库（IMDb）上的資料（英文）
- . СЕАНС (seance.ru).   [2012-10-11]. （原始内容存档于2012-10-17）.
- . Телерадиокомпания «Петербург» (5tv.ru). 2008-09-27  [2012-10-11]. （原始内容存档于2013-04-16）.
- . Первый канал (1tv.ru). 2009-09-05  [2012-10-11]. （原始内容存档于2014-11-05）.